# Stylodactylus kauaiensis
Stylodactylus kauaiensis is een garnalensoort uit de familie van de Stylodactylidae. De wetenschappelijke naam van de soort is voor het eerst geldig gepubliceerd in 1971 door Figueira.